# モンキチョウ亜科
モンキチョウ亜科（学名：Coliadinae）は、シロチョウ科を分類する亜科のひとつである。

## 概要
約300種が知られている。北アメリカには36の種があり、メキシコからカナダ北部に及んでいる。ほとんどの種で、オスとメスは簡単に区別される。たとえば、モンキチョウ属（Colias）及びヤマキチョウ属（Gonepteryx）では、オスはメスにはない鮮やかな紫外線反射を示す。

## 分類
属を以下に示す。

和名はShiraiwa 1996-2021 及び 日本産蝶類和名学名便覧 2010-2013による。
- Kricogonia Reakirt, 1863
- Nathalis Boisduval, 1836　チビキチョウ属

- Pyrisitia Butler, 1870
- Eurema Hübner, 1819 キチョウ属 – grass yellows - キチョウ／ミナミキチョウ、キタキチョウ、ツマグロキチョウなど
- Leucidia Doubleday, 1847　ムカシキチョウ属

- Dercas Doubleday, 1847 トガリキチョウ属 – sulphurs
- Gonepteryx Leach, 1815 ヤマキチョウ属 – brimstones	 - スジボソヤマキチョウ、ヤマキチョウなど

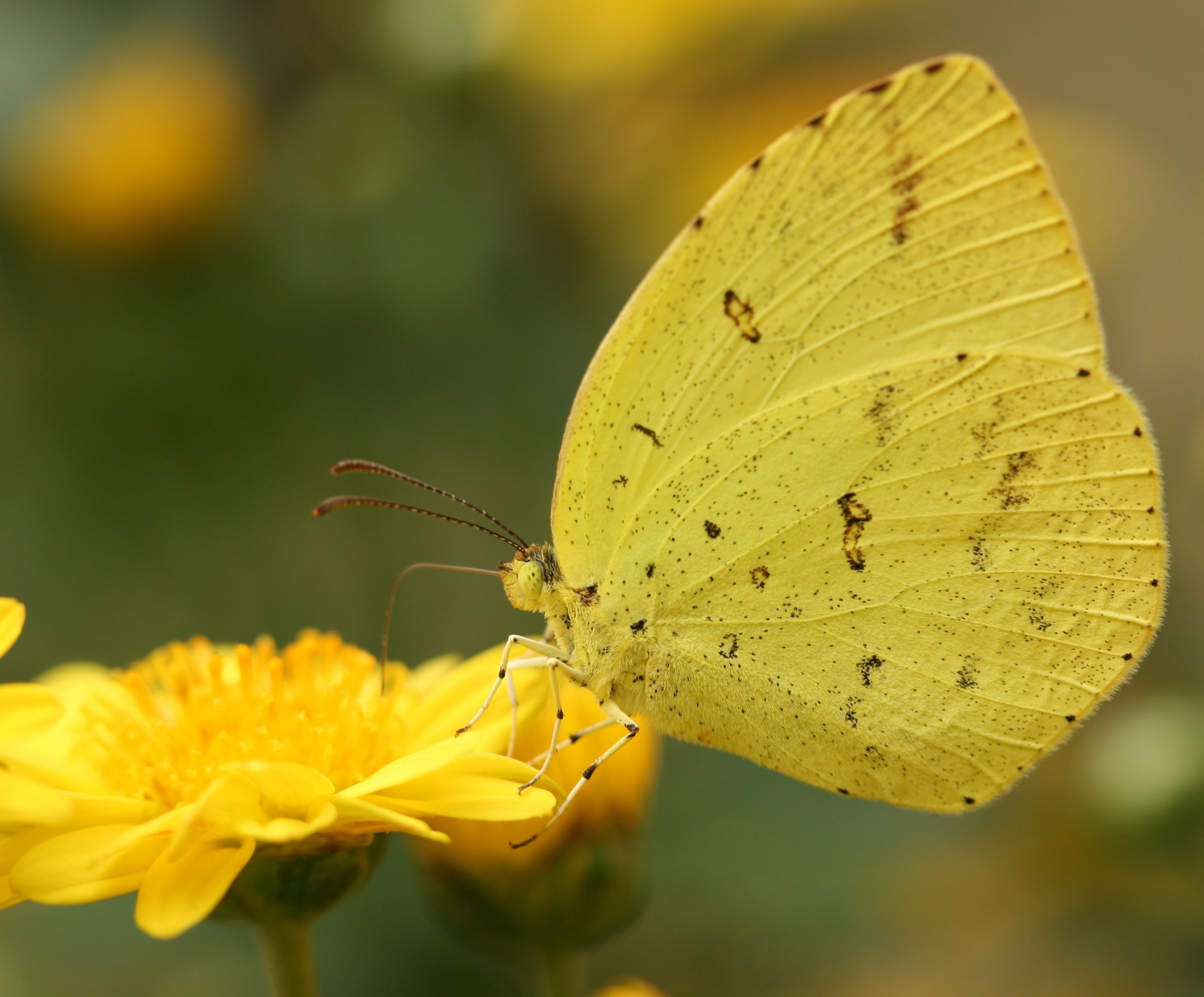
Catopsilia Hübner, 1819 ウラナミシロチョウ属／ウスキシロチョウ属 – emigrants - ウスキシロチョウ、ウラナミシロチョウなど
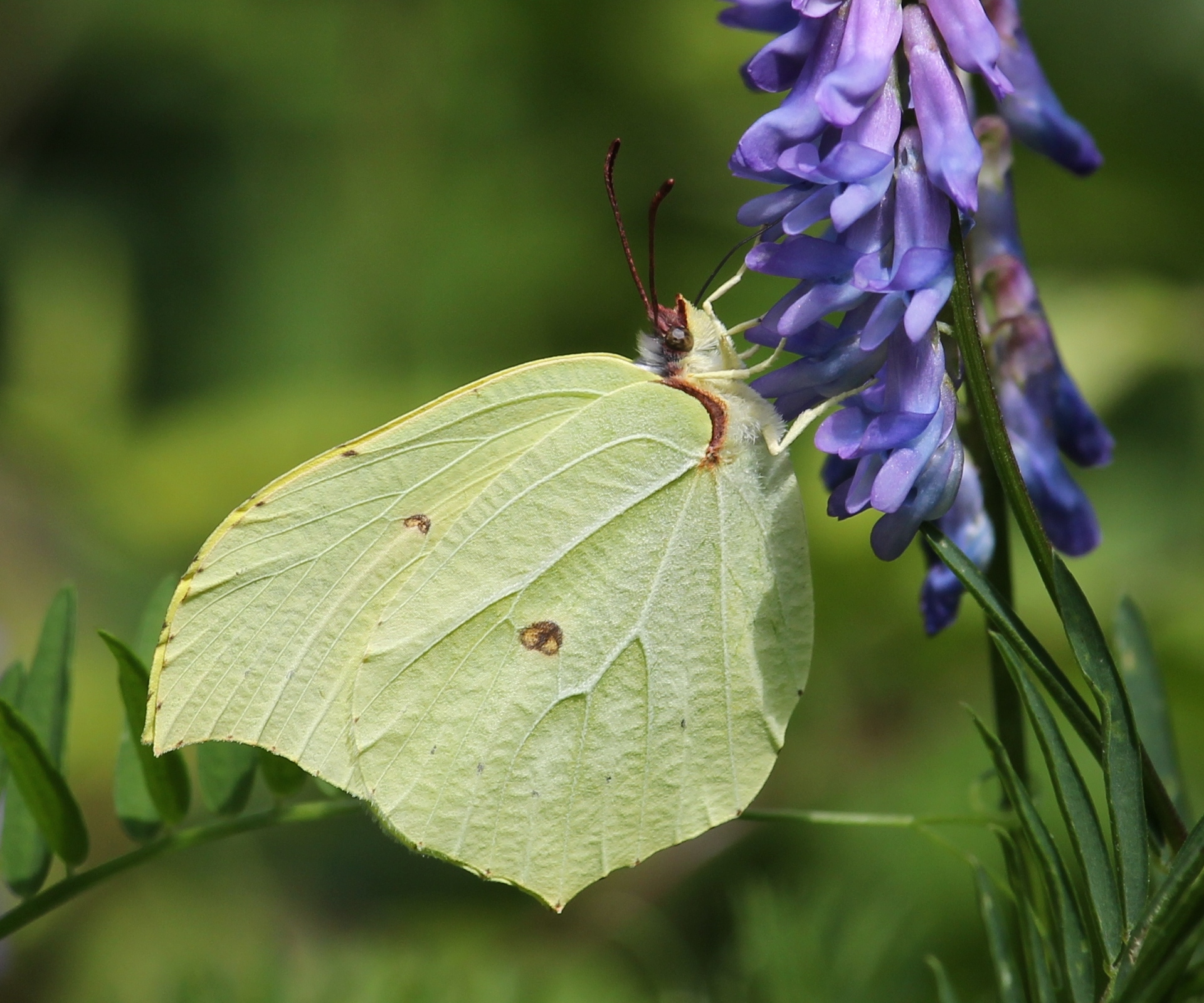
Colias Fabricius, 1807 モンキチョウ属 – clouded yellows - モンキチョウ、ミヤマモンキチョウなど
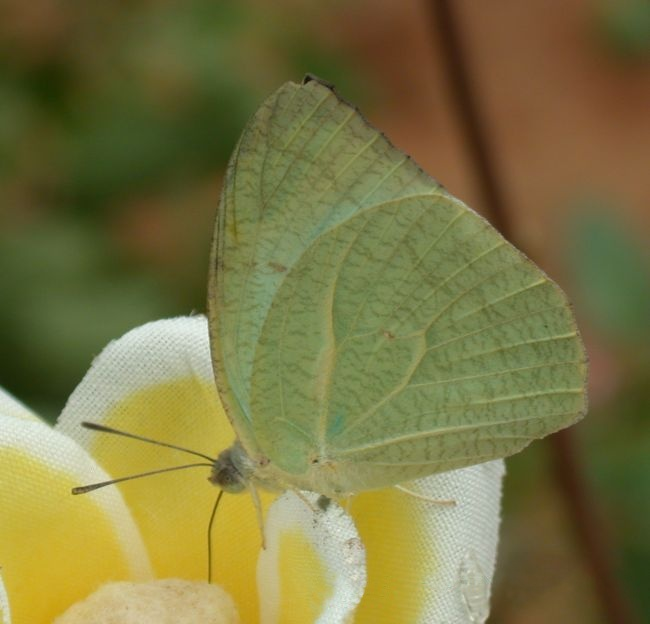
ウラナミシロチョウ （ウラナミシロチョウ属）
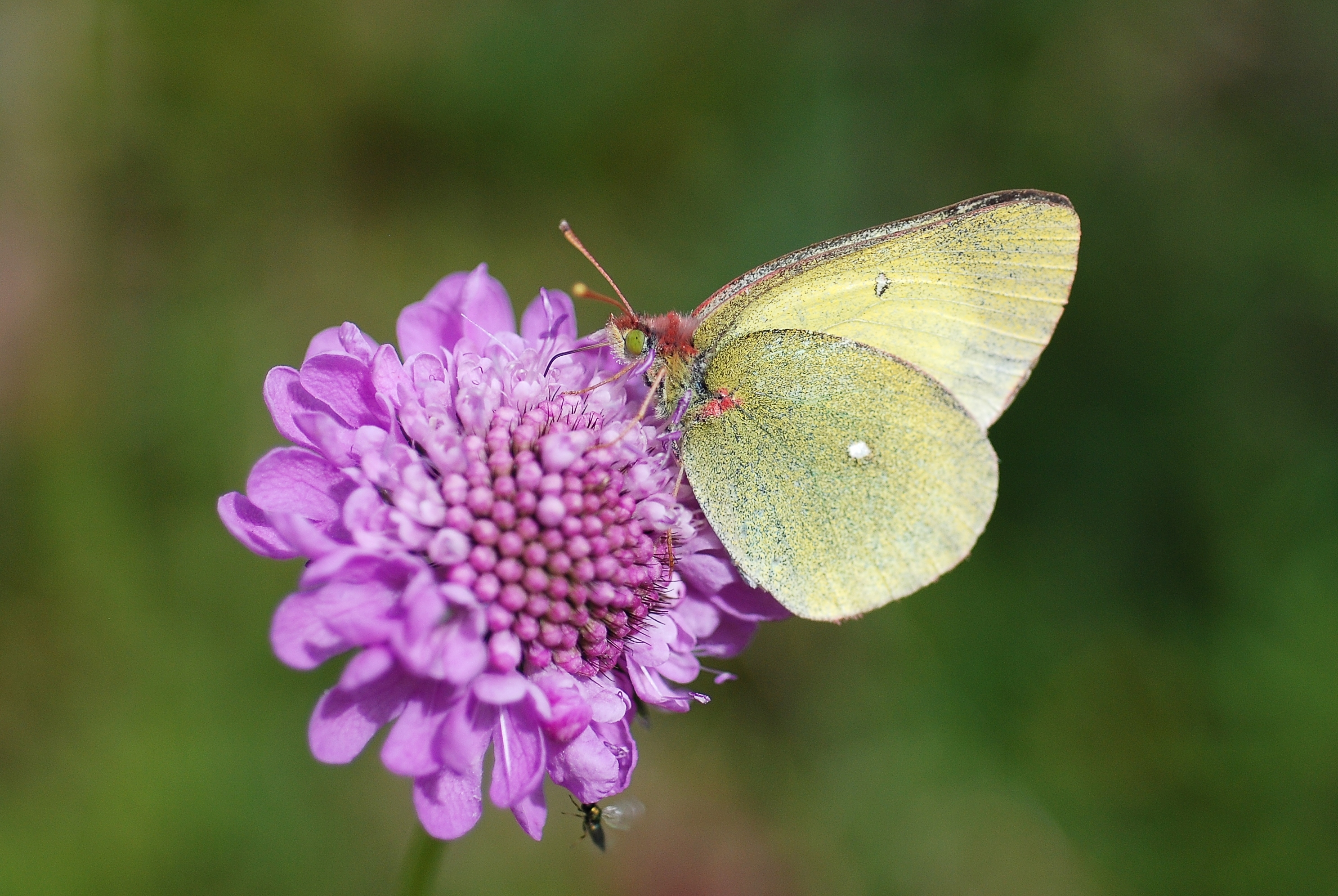
Zerene Hübner, 1819 イヌモンキチョウ属
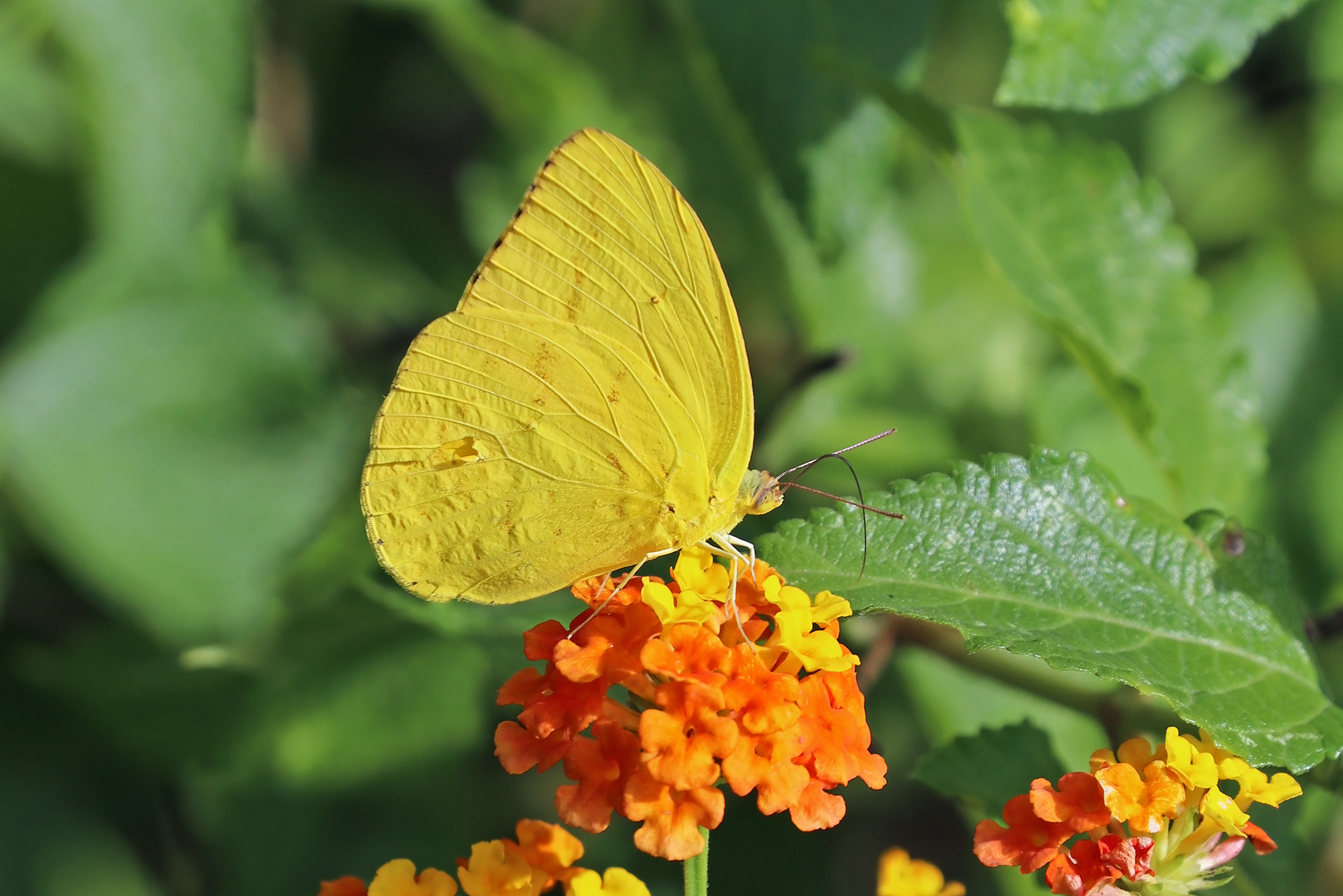
Anteos Hübner, 1819 オオヤマキチョウ属 – angled-sulphurs
- Aphrissa Butler, 1873
- Phoebis Hübner, 1819 オオキチョウ属 - ワタリオオキチョウなど
- Prestonia Schaus, 1920
- Rhabdodryas Godman & Salvin, 1889

- Gandaca Moore, 1906 ムモンキチョウ属

## ギャラリー
- キチョウ
Eurema hecabe
（キチョウ属）
- スジボソヤマキチョウ
Gonepteryx aspasia
（ヤマキチョウ属）
- ウラナミシロチョウ
Catopsilia pyranthe
（ウラナミシロチョウ属）
- ミヤマモンキチョウ
Colias palaeno
（モンキチョウ属）
- ワタリオオキチョウ
Phoebis sennae marcellina
（オオキチョウ属）